# Kladdkaka

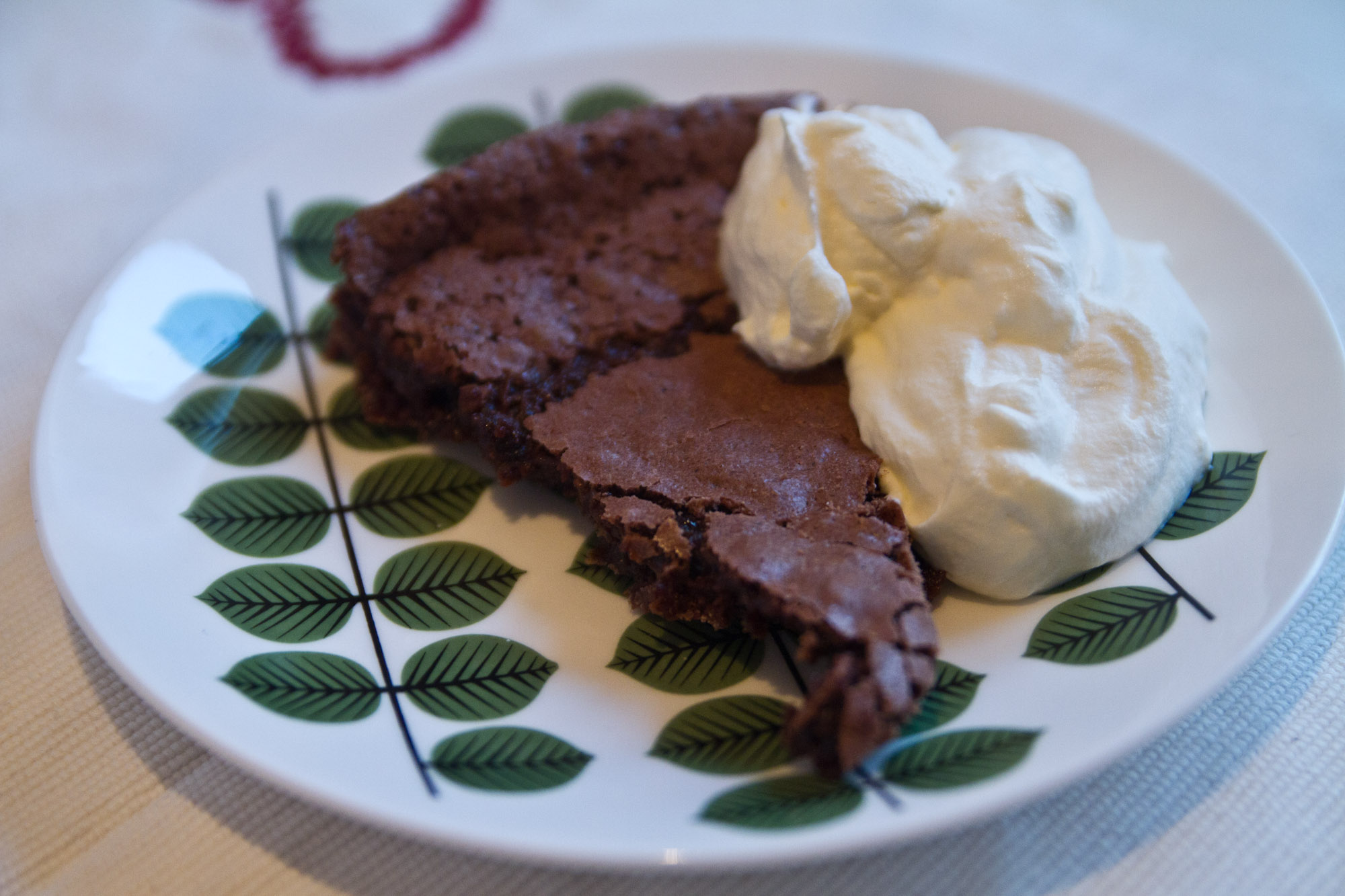
Kladdkaka med vispgrädde.

Kladdkaka är en kompakt mjuk kaka med chokladsmak och kladdig konsistens. Ingredienserna är mjöl, ägg, smör, socker och kakao. Kladdkaka bakas så att dess innanmäte fortfarande är kladdigt. Kladdkakan är nära besläktad med brownien. Vispad grädde utgör ett vanligt tillbehör, liksom vaniljglass, hallon och jordgubbar.
Det förekommer många olika recept på kladdkaka men den viktigaste skillnaden mellan kladdkaka och andra sockerkakor är att bakpulver inte används. Därav kladdigheten, som beror på frånvaro av luftbubblor i smeten. Kladdkaka kan även göras på blockchoklad, och får då en mer vitaktig färg.
Kladdkakans dag infaller sedan 2008 den 7 november. Detta är dagen efter Gustav Adolfsdagen, då ett annat bakverk äts.

## Historia
Det finns två teorier om kladdkakans ursprung. Den ena är att receptet tillkom under 1940-talet efter ett amerikanskt recept på brownies, men då bakpulver var svårt att få tag i under andra världskriget, uteslöt hon detta. Den andra teorin är av senare datum och verifierad. Dock kan båda teorierna vara sanna. 1968 var Margareta Wickman på en restaurang på Paris största loppmarknad. Hon åt där en fransk chokladtårta, som hon fick receptet på. Det receptet publicerade hon i slutet av 1970-talet i tidningen Vecko-Journalen. Ordet kladdkaka är belagt i svenska språket sedan 1980-talet och det var under 1990-talet som den slog igenom på allvar.